# Kecamatan Guluk Guluk
Kecamatan Guluk Guluk är ett distrikt i Indonesien.   Det ligger i provinsen Jawa Timur, i den västra delen av landet, 800 km öster om huvudstaden Jakarta. Kecamatan Guluk Guluk ligger på ön Madura.